# 児玉就兼
児玉 就兼（こだま なりかね）は、戦国時代の武将。毛利氏家臣。安芸国児玉氏の一族。父は児玉元実で、子に就光、就安、就吉。弟には就忠、就方がいる。

## 生涯
毛利氏家臣である児玉元実の長男として生まれ、毛利興元、幸松丸、元就の三代に仕えた。
永正4年（1507年）の安芸国高田原の戦いにて戦功を挙げ、毛利興元から感状を与えられる。後に毛利元就の奉行人となり、その側近として活動した。
永禄3年（1560年）1月23日に死去。嫡男の就光が後を継いだ。